# 18 mai en sport
18 avril 18 juin
Chronologies thématiques
- Croisades
- Ferroviaires
- Disney

Le 18 mai (138e jour de l'année ou 139e en cas d'année bissextile) en sport.

## Événements

### XVIIIesiècle
- 1720 :
  - (Joutes nautiques) : tournoi de joutes nautiques à Marseille à l’occasion de la visite de la Duchesse de Modène.
- 1771 :
  - (Boxe anglaise) : le boxeur irlandais Peter Corcoran s’empare du titre en battant le tenant, l’Anglais Bill Darts. Ce combat est très suspect (match truqué ?)[1].

### XIXesiècle
- 1843 :
  - (Hippisme) : première épreuve du prix de Diane sur l'hippodrome de Chantilly
- 1875 :
  - (Football) : fondation du club anglais de Blackburn par des étudiants.
- 1889 :
  - (Football) : fondation de la Fédération du Danemark de football (DBU).
- 1895 :
  - (Sport Automobile) : course automobile italienne de Turin à Asti et retour. Simone Federman s’impose sur une Daimler.

### XXesièclede1901à1950
- 1912 :
  - (Athlétisme) : George Horine établit un nouveau record du monde du saut en hauteur à 2,00 mètres.
- 1913 :
  - (Football) : le Vfb Leipzig est champion d’Allemagne en s'imposant en finale 3-1 face à Duisburger SpV.
  - (Football) : à Bordeaux, le CA Paris est champion de France CFI en remportant le Trophée de France. Les Capistes s'imposent en finale 2-1 face aux Bordelais de la VGA Médoc.
- 1919 :
  - (Football) : Arenas Club Guecho remporte la Coupe d’Espagne face au FC Barcelone, 5-2.
- 1930 :
  - (Rugby à XV) : le SU Agen remporte le championnat de France de rugby en s'imposant 4-0 après prolongation en finale face à l'US Quillan.
- 1947 :
  - (Sport automobile) : Grand Prix automobile de Marseille.

### XXesièclede1951à2000
- 1952 :
  - (Sport automobile) : Grand Prix automobile de Suisse.
- 1958 :
  - (Football) : le Stade de Reims remporte la Coupe de France en s'imposant 3-1 en finale face au Nîmes Olympique.
  - (Formule 1) : Grand Prix automobile de Monaco.
  - (Rugby à XV) : le FC Lourdes remporte le championnat de France de rugby en s'imposant 25-8 après prolongation en finale face au SC Mazamet.
- 1959 :
  - (Football) : Le Havre AC remporte la Coupe de France en s'imposant 3-1 en finale face au FC Sochaux.
- 1960 :
  - (Football) : le Real Madrid remporte la Coupe des clubs champions européens en s'imposant 7-3 en finale face à l'Eintracht Francfort.
- 1969 :
  - (Football) : l'Olympique de Marseille remporte la Coupe de France en s'imposant 2-0 en finale face aux Girondins de Bordeaux.
  - (Formule 1) : Grand Prix automobile de Monaco.
  - (Rugby à XV) : le CA Bègles remporte le championnat de France de rugby en s'imposant 11-9 en finale face au Stade toulousain.
- 1975 :
  - (Rugby à XV) : l'AS Béziers remporte le championnat de France de rugby en s'imposant 13-12 en finale face au CA Brive.
- 1977 :
  - (Football) : la Juventus remporte la Coupe UEFA en s'imposant en finale face à l'Athletic Bilbao.
- 1980 :
  - (Formule 1) : Grand Prix automobile de Monaco.
- 1983 :
  - (Football) : le RSC Anderlecht remporte la Coupe UEFA en s'imposant en finale face au Benfica Lisbonne.
- 1988 :
  - (Football) : le Bayer Leverkusen remporte la Coupe UEFA en s'imposant en finale face à l'Espanyol Barcelone.
- 1994 :
  - (Football) : le Milan AC remporte la Ligue des champions en s'imposant 4-0 en finale face au FC Barcelone.
- 1995 :
  - (Athlétisme) : Sun Caiyun porte le record du monde du saut à la perche féminin à 4,08 mètres.
- 1997 :
  - (Football) : Football : Le King Cantona passe la main ; Éric Cantona annonce son retrait du football.

### XXIesiècle
- 2003 :
  - (Formule 1) : Grand Prix automobile d'Autriche.
- 2008 :
  - (Hockey) : la Russie est championne du monde de hockey, battant le Canada en finale de la Coupe du Monde de hockey, au Colisée Pepsi de Québec.
- 2013
  - (Rugby) : à l'Aviva Stadium de Dublin, le RCT est champion d'Europe en battant en finale 16-15  l'ASM.
  - (Football) : l'AS Nancy est relégué en ligue 2.
- 2014
  - (Basket-ball) : Le Maccabi Tel-Aviv accomplit un nouveau miracle et domine le Real Madrid en prolongation pour s'adjuger l'Euroligue (98-86). Tel-Aviv a réussi un grand match en défense pour remporter sa sixième couronne européenne.
  - (Tennis) : Novak Djokovic a remporté pour la 3e fois de sa carrière le Masters de Rome. Malgré la perte du premier set, il s'est imposé dimanche face à Rafael Nadal (4-6, 6-3, 6-3), qui était double tenant du titre.
- 2016 :
  - (Cyclisme sur route /Tour d'Italie) : sur la 10e étape du Tour d'Italie 2016, victoire de l'Italien Diego Ulissi, et le Luxembourgeois Bob Jungels conserve le maillot rose.
  - (Football /Ligue Europa) : au Parc Saint-Jacques de Bâle en Suisse, le FC Séville remporte la Ligue Europa pour la troisième saison consécutive, en finale, aux dépens de Liverpool FC (3-1). C'est le cinquième titre en onze éditions dans l'épreuve pour le club andalou. Kevin Gameiro a été décisif.
  - (Natation sportive /Championnats d'Europe) : aux Championnats d'Europe de natation, chez les femmes, victoire sur le 100m nage libre, de la Suédoise Sarah Sjöström et sur le 100m brasse, victoire de la Lituanienne Rūta Meilutytė puis chez les hommes du Néerlandais Sebastiaan Verschuren sur le 200m nage libre et du Grec Andreas Vazaios sur le 200m quatre nages.
- 2017 :
  - (Cyclisme sur route /Giro) : sur la 12e étape du Tour d'Italie 2017, victoire du Colombien Fernando Gaviria et le Néerlandais Tom Dumoulin conserve le maillot rose.
- 2019 :
  - (Cyclisme sur route /Giro) : sur la 8e étape du Tour d'Italie 2019 qui se déroule entre Tortoreto Lido et Pesaro, sur une distance de 235 km, victoire de l'Australien Caleb Ewan. L'Italien Valerio Conti conserve le maillot rose.
  - (Football) :
    - (Bundesliga) :  en conquérant son 7e titre d'affilée, le Bayern de Munich devient champion de Bundesliga pour la 29e fois. Le club bavarois avait déjà été titré une fois avant-guerre et est vainqueur de la moitié des compétitions du Championnat d'Allemagne depuis le changement de statut de la Bundesliga refondé en 1963.
    - (Ligue des champions féminine) : à Budapest, en Hongrie, les Lyonnaises remportent la Ligue des champions pour la quatrième année d’affilée. Elles ont surclassé les Barcelonaises en finale (4-1). Ada Hegerberg a fait très mal aux Catalanes avec un triplé à son actif (14e, 19e, 30e). Dzsenifer Marozsán avait ouvert le score pour l’OL dès la 5e minute. Asisat Oshoala sauve l’honneur pour le Barça en fin de rencontre (89e).
- 2021 :
  - (Natation sportive /Championnats d'Europe) : sur la 9e journée des championnats d'Europe de natation, chez les hommes, sur le 100m brasse, victoire du Britannique Adam Peaty, sur le 50m dos, victoire du Russe Kliment Kolesnikov qui améliore son record du monde en 23 s 80[2]battu la veille en demi-finale. Chez les femmes, sur le 800m nage libre, victoire de l'Italienne Simona Quadarella, sur le 100m papillon, victoire de la Grecque Ánna Dountounáki à égalité avec la Française Marie Wattel, sur 50m nage libre, victoire la Néerlandaise Ranomi Kromowidjojo. Sur le relais mixte 4×200m nage libre, victoire des Britanniques Thomas Dean, James Guy, Abbie Wood et Freya Anderson.

## Naissances

### XIXesiècle
- 1863 :
  - Matt McQueen, footballeur écossais. (2 sélections en équipe nationale). († 28 septembre 1944).
- 1871 :
  - Denis Horgan, athlète de lancers britannique. Médaillé d'argent du lancer du poids aux Jeux de Londres 1908. († 2 juin 1922).
- 1887 :
  - Eugen Lunde, skipper norvégien. Champion olympique du 6 m JI Jauge internationale aux Jeux de paris 1924. († 17 juin 1963).
- 1893 :
  - Joseph Alzin, haltérophile luxembourgeois. Médaillé d'argent des +82,5kg aux Jeux d'Anvers 1920. († 3 septembre 1930).
- 1894 :
  - Robert Benson, hockeyeur sur glace puis entraîneur canadien. Champion olympique aux Jeux d'Anvers 1920. († 7 septembre 1965).
- 1896 :
  - Eric Backman, athlète de fond suédois. Médaillé d'argent du cross individuel puis médaillé de bronze du 5 000m, du 3 000m par équipes et du cross par équipes aux Jeux d'Anvers 1920. († 29 juin 1965).

### XXesièclede1901à1950
- 1909 :
  - Fred Perry, pongiste et joueur de tennis britannique. Champion du monde de tennis de table en individuel 1929. Vainqueur des US Open 1933, 1934 et 1936, de l'Open d'Australie 1934, des tournois de Wimbledon 1934, 1935 et 1936 et de Roland Garros 1935. († 2 février 1995).
- 1914 :
  - Emmanuel de Graffenried, pilote de F1 suisse. († 22 janvier 2007).
- 1922 :
  - Robert Buchet, pilote de courses de rallyes automobile français. († 7 décembre 1974).
- 1926 :
  - Julio César Britos, footballeur uruguayen. Champion du monde de football 1950. (12 sélections en équipe nationale). († 27 mars 1998).
- 1927 :
  - Simon Zimny, footballeur français. (1 sélection en équipe de France). († 3 avril 2007).
- 1928 :
  - Jo Schlesser, pilote de courses automobile français. († 7 juillet 1968).
- 1934 :
  - Bernard Momméjat, joueur de rugby français. Vainqueur des Tournois des Cinq Nations 1959, 1960 et 1962. (22 sélections en équipe de France). († 9 décembre 2011).
- 1936 :
  - Moacyr Claudino Pinto, footballeur brésilien. Champion du monde de football 1958. (6 sélections en équipe nationale).
- 1937 :
  - Brooks Robinson, joueur de baseball américain. († 26 septembre 2023).
- 1938 :
  - Jean-Claude Lavaud, footballeur puis entraîneur français. (1 sélection en équipe de France). († 6 mars 2011).
- 1940 :
  - Brian Thomas, joueur de rugby puis entraîneur gallois. Vainqueur des Tournois des Cinq Nations 1964, 1965 et 1966. (21 sélections en équipe nationale). († 9 juillet 2012).
- 1941 :
  - Mauricio de Narváez, pilote de courses automobile d'endurance colombien.
- 1942 :
  - Nobby Stiles,  footballeur puis entraîneur anglais. Champion du monde de football 1966. Vainqueur de la Coupe des clubs champions 1968. (28 sélections en équipe nationale). († 30 octobre 2020).
- 1946 :
  - Reggie Jackson, joueur de baseball américain.
- 1949 :
  - José Maria Rodrigues Alves, footballeur brésilien. Champion du monde de football 1970. (48 sélections en équipe nationale).
- 1950 :
  - Rodney Milburn, athlète de haies américain. Champion olympique du 110 m haies aux Jeux de Munich 1972. Détenteur du record du monde du 7 septembre 1972 au 21 août 1977. († 11 novembre 1997).

### XXesièclede1951à2000
- 1951 :
  - Angela Voigt, athlète de saut est-allemande puis allemande. Championne olympique de la longueur aux Jeux de Montréal 1976. Détentrice du Record du monde du saut en longueur du 9 mai 1976 au 19 mai 1976. († 11 avril 2013).
- 1954 :
  - Eric Gerets, footballeur puis entraîneur belge. Vainqueur de la Coupe des clubs champions 1988. (86 sélections en équipe nationale).
- 1956 :
  - Lothar Thoms, cycliste sur piste est-allemand puis allemand. Champion olympique du kilomètre aux Jeux de Moscou 1980. Champion du monde de cyclisme sur piste du kilomètre 1977, 1978, 1979 et 1981. († 5 novembre 2017).
- 1959 :
  - Jay Wells, hockeyeur sur glace puis entraîneur canadien.
- 1960 :
  - Brent Ashton, hockeyeur sur glace canadien.
  - Jari Kurri, hockeyeur sur glace puis dirigeant sportif finlandais. Médaillé de bronze aux Jeux de Nagano 1998.
  - Yannick Noah, joueur de tennis français puis chanteur. Vainqueur du tournoi de Roland Garros 1983. Capitaine de l'Équipe de France de Coupe Davis de 1990 à 1992, de 1994 à 1998 et de 2015 à 2018. Capitaine de l'Équipe de Fed Cup de 1997 à 1998 et de 2017 à 2018. Vainqueur des Coupe Davis 1991 et 1996 puis de la Fed Cup 1997.
  - Sean Yates, cycliste sur route puis directeur sportif britannique. Vainqueur du Tour de Belgique 1989.
- 1962 :
  - Josh Hall, navigateur britannique.
  - Mike Whitmarsh, beach-volleyeur américain. Médaillé d'argent aux Jeux d'Atlanta 1996. († 17 février 2009).
- 1967 :
  - Heinz-Harald Frentzen, pilote de F1 allemand. (3 victoires en Grand Prix).
- 1968 :
  - Ralf Kelleners, pilote de course automobile allemand.
  - Thomas Sykora, skieur autrichien. Médaillé de bronze du slalom aux Jeux de Nagano 1998.
- 1972 :
  - Turner Stevenson, hockeyeur sur glace canadien.
- 1973 :
  - Donyell Marshall, basketteur américain.
- 1975 :
  - John Higgins, joueur de snooker écossais. Champion du monde de snooker 1998, 2007, 2009 et 2011.
  - Irina Karavaeva, trampoliniste russe. Championne olympique aux Jeux de Sydney 2000. Championne du monde de trampoline en individuelle et par équipes 1994, 1998 et 1999, par équipes 1996 et 2003, en individuelle et en synchro 2005, en individuelle 2007 puis en synchro 2010. Championne d'Europe de trampoline en individuelle 1995 et 2008, par équipes 1997, 1998 et 2002, en individuelle et par équipes 2000, 2004 et 2010, puis en individuelle et en synchro 2006.
- 1976 :
  - Ron Mercer, basketteur américain.
- 1978 :
  - Ricardo Carvalho, footballeur portugais. Vainqueur de la Coupe UEFA 2003 et de la Ligue des champions 2004. (83 sélections en équipe nationale).
  - Helton, footballeur brésilien. Vainqueur de la Copa América 2007 et de la Ligue Europa 2011. (7 sélections en équipe nationale).
- 1979 :
  - Michal Martikán, céiste slovaque. Champion olympique du slalom C1 aux Jeux d'Atlanta 1996, médaillé d'argent aux Jeux de Sydney 2000 et d'Athènes 2004 puis champion olympique aux Jeux de Pékin 2008 et médaillé de bronze aux Jeux de Londres 2012. Champion du monde de slalom C1 en individuel et par équipes 1997, en individuel 2002, en individuel et par équipes 2003, en individuel 2007, par équipes 2009, 2010, 2011, 2013, 2014, 2015, 2017, 2018 et 2019
- 1980 :
  - Michaël Llodra, joueur de tennis français. Médaillé d'argent en double aux Jeux de Londres 2012.
  - Manny Malhotra, hockeyeur sur glace canadien.
- 1981 :
  - Mahamadou Diarra, footballeur malien. (69 sélections en équipe nationale).
  - Fabien Rofes, joueur de rugby à XV franco-espagnol. (5 sélections avec l'équipe d'Espagne).
- 1982 :
  - Marie-Ève Pelletier, joueuse de tennis canadienne.
- 1984 :
  - Ivet Lalova, athlète de sprint bulgare. Championne d'Europe d'athlétisme du 100 m 2012.
  - Simon Pagenaud, pilote de courses automobile français. Vainqueur de l'IndyCar Series 2016.
  - Niki Terpstra, cycliste sur route néerlandais. Champion du monde de cyclisme sur route du contre-la-montre par équipes 2012, 2013 et 2016. Vainqueur des Tours du Qatar 2014 et 2015 puis de Paris-Roubaix 2014.
- 1985 :
  - Vincent Jay, biathlète français. Champion olympique du sprint 10 km et médaillé de bronze de la poursuite 12,5 km aux Jeux de Vancouver 2010.
  - Adama Tamboura, footballeur malien. (66 sélections en équipe nationale).
- 1986 :
  - Kevin Anderson, joueur de tennis sud-africain.
  - Sabrina Delannoy, footballeuse française. (39 sélections en équipe de France).
  - Sofie Hendrickx, basketteuse belge.
- 1987 :
  - Mike Williams, joueur de foot U.S américain. († 12 septembre 2023).
- 1988 :
  - Paul Baysse, footballeur français.
  - Kaspars Daugaviņš, hockeyeur sur glace letton.
  - Dominique Gentil, basketteur français.
  - Tatsuma Ito, joueur de tennis japonais
  - Kévin Réza, cycliste sur route français.
- 1989 :
  - Alexandru Chipciu, footballeur roumain. (46 sélections en équipe nationale).
  - Stefan Ilsanker, footballeur autrichien. (61 sélections en équipe nationale).
  - Eugénie Le Sommer, footballeuse française. Victorieuse des Ligues des champions féminine 2011, 2012, 2016, 2017, 2018, 2019, 2020 et 2022. (177 sélections en équipe de France).
  - Jonathan Rivierez, footballeur français.
  - Ryan Wilson, joueur de rugby à XV écossais. (49 sélections en équipe nationale).
- 1990 :
  - Yuya Osako, footballeur japonais. (57 sélections en équipe nationale).
- 1991 :
  - David Pavelka, footballeur tchèque. (25 sélections en équipe nationale).
  - Manu Tuilagi, joueur de rugby à XV samoan-anglais. Vainqueur du Grand Chelem 2016 et du Tournoi des Six Nations 2020. (49 sélections avec l'équipe d'Angleterre).
- 1992 :
  - Jean-Baptiste Forgues, hockeyeur sur gazon français. (166 sélections en équipe de France).
  - Jorik Hendrickx, patineur artistique individuel belge.
- 1993 :
  - Rikke Iversen, handballeuse danoise. (23 sélections en équipe nationale).
- 1994 :
  - Clint Capela, basketteur suisse. (8 sélections en équipe nationale).
  - Paul Nardi, footballeur français.
- 1995 :
  - Chris Hamilton, cycliste sur route australien.
- 1996 :
  - Rémy Rochas, cycliste sur route français.
- 2000 :
  - Nikolai Baden Frederiksen, footballeur danois.
  - Aaron Grandidier, joueur de rugby à XV et à sept français. Champion olympique aux Jeux de Paris 2024. (92 sélections avec l'équipe de France masculine de rugby à sept).

### XXIesiècle
- 2001 :
  - Lina Queyroi, joueuse de rugby à XV française. (6 sélections avec l' équipe de France).
- 2002 :
  - John Kennedy, footballeur brésilien.
  - Václav Sejk, footballeur tchèque.
  - Alina Zagitova, patineuse artistique individuelle russe. Championne olympique en individuelle et médaillée d'argent par équipes aux Jeux de Pyeongchang 2018. Championne du monde de patinage artistique 2019. Championne d'Europe de patinage artistique 2018.
- 2003 :
  - Karel Spačil, footballeur tchèque.

## Décès

### XXesièclede1901à1950
- 1931 :
  - Walter Arnott, 70 ans, footballeur écossais. (14 sélections en équipe nationale). (° 12 mai 1861).
- 1933 :
  - Otto Merz, 43 ans, pilote de courses automobile allemand. (° 12 juin 1889).
- 1941 :
  - Oskar Nielsen, 58 ans, footballeur danois. Médaillé d'argent aux Jeux de Londres 1908 puis aux Jeux de Stockholm 1912. (14 sélections en équipe nationale). (° 4 octobre 1882).

### XXesièclede1951à2000
- 1999 :
  - Betty Robinson, 87 ans, athlète de sprint américaine. Championne olympique du 100m et médaillée d'argent du relais 4×100m aux Jeux d'Amsterdam 1928 puis championne olympique du relais 4×100m aux Jeux de Berlin 1936. (° 23 août 1911).
- 2000 :
  - Domingos da Guia, 87 ans, footballeur brésilien. (21 sélection en équipe nationale). (° 19 novembre 1912).

### XXIesiècle
- 2016 :
  - Zygmunt Kukla, 68 ans, footballeur polonais. (20 sélections en équipe nationale). (° 21 janvier 1948).